# Cai Qi
Cai Qi (chinois simplifié : 蔡奇 ; pinyin : Cài Qí), né le 5 décembre 1955 dans le Xian de Youxi, est un homme politique chinois, actuel Premier secrétaire du Secrétariat général du Parti communiste chinois et membre du Comité permanent du bureau politique du Parti communiste chinois depuis le 23 octobre 2022.
Cai Qi possède une grande expérience administrative au sein du parti, il est nommé à de nombreuses reprises secrétaire général du Parti dans des provinces, et maire de plusieurs villes. En raison de son expérience dans le Zhejiang, aux côtés du secrétaire général du PCC Xi Jinping, il est considéré comme un proche allié de Xi.

## Biographie
Cai Qi est né dans le Xian de Youxi, province du Fujian, le 5 décembre 1955. Au cours des dernières années de la révolution culturelle, il travaille dans une commune rurale. Il rejoint le PCC en 1975. Cai a fréquenté l'Université normale du Fujian et a obtenu en 1978 un diplôme en économie politique.

### Années au Fujian
Dans les années 1980, Cai sert au bureau général de l'organisation provinciale du parti dans la province du Fujian, obtenant des promotions rapides. Il travaille notamment comme chef de cabinet adjoint au service des dirigeants provinciaux, y compris comme secrétaire du chef du parti provincial. 
En septembre 1996, Cai a assumé son premier rôle majeur dans un gouvernement local en tant que secrétaire adjoint du Parti et plus tard maire de Sanming.

### Années au Zhejiang
En mai 1999, Cai est transféré au Zhejiang en tant que secrétaire adjoint du Parti et maire de Quzhou. Entre mars 2002 et avril 2004, Cai a exercé les fonctions du secrétaire du parti de Quzhou, le bureau politique supérieur de la ville. En avril 2004, Cai est devenu chef du parti de Taizhou. À la même époque, Xi Jinping était le chef du parti de la province du Zhejiang. 
En avril 2007, Cai a été promu au poste de maire de Hangzhou, la capitale provinciale, servant également de secrétaire adjoint du Parti.En janvier 2010, il est devenu un membre du Comité permanent de Parti provincial et nommé à la tête du Département provincial d'Organisation du parti.
En novembre 2013, Cai est devenu le vice-gouverneur exécutif de la province du Zhejiang. Il a fait l'annonce de son changement de métier sur son compte Sina Weibo.
Cai est titulaire d'un doctorat en économie politique qu'il a obtenu après des études entre 1999 et 2007 à l'Université normale du Fujian.

### Années à Pékin

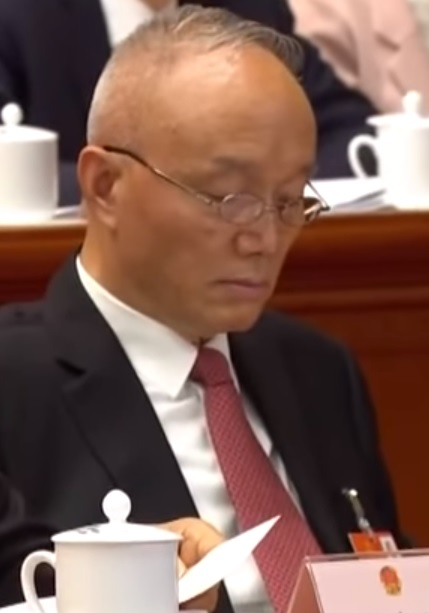
Cai Qi en mai 2020.

En mars 2014, Cai aurait été transféré à Pékin pour travailler en tant que chef adjoint du bureau général de la Commission de sécurité nationale, un organe dirigé par le secrétaire général Xi Jinping, bien qu'aucune annonce officielle n'ait été faite. Compte tenu de son expérience dans le Zhejiang et de son ancienneté, Cai a été nommé membre de la « Nouvelle armée du Zhijiang », c'est-à-dire des fonctionnaires qui ont travaillé à un moment donné sous Xi Jinping pendant son mandat de chef du parti du Zhejiang et son membre de sa faction en interne du Parti, la Faction Xi Jinping.
Après son transfert à Pékin, Cai a cessé de mettre à jour ses différents réseaux sociaux. La seule indication de détails sur ses fonctions est apparue dans des images d'actualité lors de "sessions d'étude" du Bureau politique, où il est montré assis avec d'autres fonctionnaires, suggérant son rang de fonctionnaire ministériel provincial, et travaillant pour l'organisation centrale du parti. Il est confirmé ensuite qu'il occupe le poste de directeur adjoint du Bureau de la Commission de sécurité nationale.
En mai 2017, Cai Qi est nommé Secrétaire du Parti communiste de Pékin. Sa nomination a brisé la tradition politique post-révolution culturelle, puisqu'il n'était même pas membre du Comité central et a assumé une fonction qui serait accordé à un membre du Bureau politique. Cette nomination lui a naturellement assuré un siège au sein du 19e Politburo lors du 19e congrès national du Parti.
En juin 2017, Cai est nommé président du comité d'organisation de Pékin pour les Jeux olympiques d'hiver de 2022.
En juin 2020, Cai a été nommé à la tête de l'équipe chargée de l'élimination du coronavirus sur le marché de Xinfadi.
Il a reçu l'Ordre olympique après les Jeux olympiques d'hiver de 2022.

### Promotion au Bureau politique en 2022
À l'issue du 20e congrès national, Cai Qi en tant que proche allié de Xi Jinping (Nouvelle armée du Zhejiang) est promu au sein du Parti. Il devient Premier secrétaire du Secrétariat général du Parti communiste chinois et membre du Comité permanent du bureau politique au sein du 20e Politburo.